# دوروثي ماسوكا
دوروثي ماسوكا (بالإنجليزية: Dorothy Masuka)‏‏ (3 سبتمبر 1935 في بولاوايو - 23 فبراير 2019 في جوهانسبرغ) مغنية، وكاتبة غنائية، وعازفة الجاز من زيمبابوي.

## روابط خارجية
- دوروثي ماسوكا على موقع IMDb (الإنجليزية)
- دوروثي ماسوكا على موقع ميوزك برينز (الإنجليزية)
- دوروثي ماسوكا على موقع ديسكوغز (الإنجليزية)
- دوروثي ماسوكا على موقع قاعدة بيانات الفيلم (الإنجليزية)